# HD 23127 b
HD 23127 b هو كوكب خارج المجموعة الشمسية يستغرق 3.32 عام لكمل دورة حول نجمه.